# سیلوستر ترکای
سیلوستر ترکای (انگلیسی: Sylvester Terkay؛ زادهٔ ۴ دسامبر ۱۹۷۰) ورزشکار هنرهای رزمی ترکیبی و کشتی‌گیر کشتی حرفه‌ای اهل ایالات متحده آمریکا است.
از فیلم‌ها یا برنامه‌های تلویزیونی که وی در آن نقش داشته‌است می‌توان به سرباز جهانی: بازگشت اشاره کرد.